# Вулиця Бориса Мозолевського (Київ)
Вулиця Бориса Мозолевського — вулиця в Голосіївському районі міста Києва, масив Теремки. Пролягає від Проспекту Академіка Глушкова до вулиці Академіка Заболотного.

## Історія
Виникла наприкінці 2010-х під проєктною назвою вулиця Проєктна 13085. Сучасна назва з 2019 року на честь українського археолога та поета Бориса Мозолевського.